# Natalia Szroeder
Natalia Weronika Szroeder (sinh ngày 20 tháng 4 năm 1995 tại Bytów) là một ca-nhạc sĩ và người dẫn chương trình truyền hình người Ba Lan.

## Tiểu sử
Natalia Szroeder sinh ra trong một gia đình có truyền thống âm nhạc. Mẹ cô là ca sĩ Joanna và cha Jaromir là người sáng lập Nhà hát Dialogus vào năm 2004/2005.
Năm 2017, Natalia Szroeder tham gia mùa thứ bảy của chương trình giải trí Taniec z Gwiazdami (Dancing with the Stars phiên bản Ba Lan) và cùng bạn nhảy Jan Kliment giành chiến thắng chung cuộc.

## Đĩa hát

### Đĩa đơn
| Tựa đề                                                                        | Năm  | Xếp hạng | Xếp hạng  | Chứng nhận         | Album                 |
| Tựa đề                                                                        | Năm  | POL      | POL (Mới) | Chứng nhận         | Album                 |
| ----------------------------------------------------------------------------- | ---- | -------- | --------- | ------------------ | --------------------- |
| "Jane"                                                                        | 2013 | —        | 2         |                    | —                     |
| "Tęczowy"                                                                     | 2013 | —        | 1         |                    | —                     |
| "Wszystkiego na raz" (cùng Liber)                                             | 2013 | 5        | 1         |                    | Duety                 |
| "Teraz Ty" (cùng Liber)                                                       | 2014 | 4        | 1         |                    | —                     |
| "Porównania" (cùng Liber)                                                     | 2015 | —        | 4         |                    | —                     |
| "Samosiejka"                                                                  | 2015 | —        | —         |                    | —                     |
| "Lustra"                                                                      | 2016 | 6        | 1         | - POL: 2× Bạch kim | Natinterpretacje      |
| "Domek z Kart"                                                                | 2016 | 19       | 3         | - POL: Vàng        | Natinterpretacje      |
| "Powietrze"                                                                   | 2016 | 9        | 2         | - POL: Bạch kim    | Natinterpretacje      |
| "Zamienię Cię"                                                                | 2017 | 4        | 1         | - POL: Bạch kim    | Natinterpretacje      |
| "Zaprowadź Mnie"                                                              | 2017 | 26       | 3         |                    | Tarapaty (soundtrack) |
| "Parasole"                                                                    | 2018 | 42       | 3         | - POL: Bạch kim    | —                     |
| "Nie oglądam się"                                                             | 2019 | 26       | 1         |                    | —                     |
| "Nie mów nic"                                                                 | 2019 | —        | —         |                    | —                     |
| "–": Bài hát không có bảng xếp hạng hoặc không được phát hành trong lãnh thổ. |      |          |           |                    |                       |

| Album                                        | Năm  | Tựa đề                                                                                        |
| -------------------------------------------- | ---- | --------------------------------------------------------------------------------------------- |
| Weronika Korthals – Na wiedno                | 2009 | "Redosny dzéń" (kết hợp Natalia Szroeder)                                                     |
| Najpiękniejsze polskie kolędy (kompilacja)   | 2010 | Weronika Korthals i Natalia Szroeder – "Dzyso z Betlejem"                                     |
| Liber – Duety                                | 2013 | "Wszystkiego na raz" (kết hợp Natalia Szroeder) "Nie patrzę w dół" (kết hợp Natalia Szroeder) |
| TARTA z truskawkami kaszubskimi (kompilacja) | 2014 | Natalia Szroeder – "Potrzebny je drech"                                                       |

## Video
| Tựa đề                                 | Năm  | Đạo diễn     | Album | Tham khảo |
| -------------------------------------- | ---- | ------------ | ----- | --------- |
| "Potrzebny je drech"                   | 2012 | –            | –     |           |
| "Jane"                                 | 2012 | –            | –     |           |
| "Tęczowy"                              | 2013 | –            | –     |           |
| "Nie pytaj jak (Young Stars Festival)" | 2014 | Smoła Studio | –     |           |
| "Teraz ty"                             | 2014 | Adam Gawenda | –     |           |